# Müüsleri
Koordinaten: 58° 55′ N, 25° 54′ O

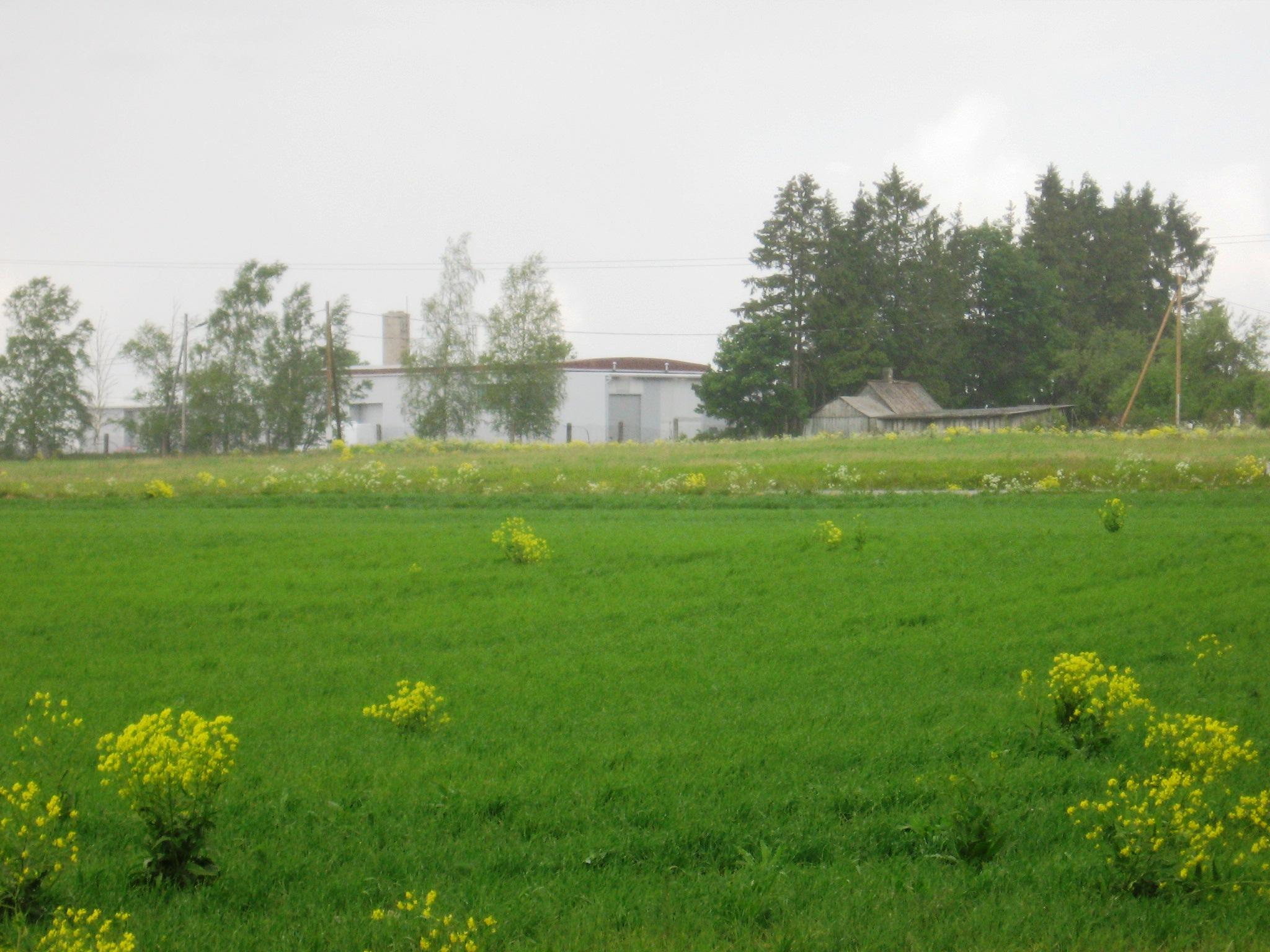
Das Dorf Müüsler (Blick von Kilplala)

Müüsleri (deutsch Seinigal) ist ein Dorf (estnisch küla) in der Landgemeinde Järva (bis 2017 zu Kareda) im  estnischen Landkreis Järvamaa.

## Geschichte
Müüsleri hat 130 Einwohner (Stand 2000). Das Dorf liegt 18 Kilometer nordöstlich von Paide (Weißenstein).
Das Dorf wurde erstmals 1564 unter dem Namen Sainall urkundlich erwähnt. Denselben Namen trug auch das Gut, das in der ersten Hälfte des 17. Jahrhunderts entstand. Der heutige Name Müüsleri geht auf die zweite Hälfte des 17. Jahrhunderts zurück, als 1669 ein gewisser Cord Meuseler das Gut erwarb.

## Gut
Das Rittergut entstand unter Georg Wolmar von Fahrensbach (1586–1633). Es wechselte in den folgenden Jahrzehnten häufig die Eigentümer. 1760 ging der Besitz auf die adlige Familie von Schilling über. Letzter Eigentümer vor der Enteignung im Zuge der estnischen Landreform 1919 war der deutschbaltische Jurist und Riigikogu-Abgeordnete Carl Baron Schilling (1872–1941).
Das langgestreckte, eingeschossige Herrenhaus wurde um die Wende vom 18. zum 19. Jahrhundert errichtet. In der zweiten Hälfte des 19. Jahrhunderts wurde der rechte Teil um ein Obergeschoss erweitert. In den 1920er und 30er Jahren war in dem Herrenhaus eine Schule untergebracht. Das Gebäude wurde 1941 während des Zweiten Weltkriegs größtenteils zerstört. Heute sind nur noch Ruinen erhalten.

## „Schilda“
Im Park des Gutes befindet sich heute ein moderner Vergnügungspark mit Skulpturen und Häusern der Kilplased, der estnischen Schildbürger. Zu sehen ist unter anderem das berühmte Rathaus von Schilda. Der Vergnügungspark Kilplala („Schilda“) ist ein beliebter Ausflugsort.
Friedrich Reinhold Kreutzwald (1803–1879) übersetzte und adaptierte Gotthard Oswald Marbachs 1838 erschienenes Buch „Der Schildbürger wunderseltsame, abenteuerliche, unerhörte und bisher unbeschriebene Geschichten und Thaten“ ins Estnische. 1857 erschien Kreutzwalds Geschichtensammlung unter dem Titel Kilplaste imewärklikud, wäga kentsakad, maa-ilmas kuulmata ja tännini weel üleskirjutamata jutud ja teud. Kalkuni keelest Maakeele tõlgitud ja meie külade komblikuks mõnes tükis ümbersolgitud. Daraufhin wurden die Schildbürger auch im Baltikum populär. Kreutzwald siedelte das estnische Schilda in der Gegend des heutigen Müüsleri an.

## Estnischer Freiheitskrieg
Bei Müüsleri fand vom 5. bis 9. Januar 1919 eine der entscheidenden Schlachten des Estnischen Freiheitskriegs (1918–1920) statt. Die Esten konnten hier den Vormarsch der sowjetrussischen Truppen stoppen und die Einnahme von Paide durch die Bolschewiki verhindern.
An die Schlacht erinnert auf einer Anhöhe heute wieder ein Denkmal. Die pyramidenförmige Skulptur aus Granit nach Plänen des estnischen Künstlers August Roosileht (1887–1941) wurde 1934 durch den estnischen Staats- und Regierungschef Konstantin Päts eingeweiht. Während der sowjetischen Besetzung Estlands wurde das Denkmal gesprengt, aber 1988 wiedererrichtet.